# Athyrium oosorum
Athyrium oosorum är en majbräkenväxtart som först beskrevs av Bak., och fick sitt nu gällande namn av Christ. Athyrium oosorum ingår i släktet Athyrium och familjen Athyriaceae. Inga underarter finns listade.